# Will Meyers
Will Meyers es un actor estadounidense, conocido por sus papeles en The Walking Dead: World Beyond, Edge Of The World y la serie de The CW Naomi.

## Primeros años
Will Meyers nació el 25 de diciembre de 1999 en Estados Unidos.

## Filmografía

### Cine
| Año  | Título               | Papel        | Notas        |
| ---- | -------------------- | ------------ | ------------ |
| 2015 | Mi hermana invisible | Carter       |              |
| 2017 | The Other Side       | Hijo mayor   | Cortometraje |
| 2017 | Road Trip I          | John         | Cortometraje |
| 2018 | Family Values        | Ben          | Cortometraje |
| 2018 | Edge Of The World    | Jeremy       |              |
| 2019 | Dressed              | Carter       | Cortometraje |
| 2019 | Bad Education        | Editor Scott |              |
| 2020 | The Remixes          | Logan        | Cortometraje |
| 2021 | Supercool            | Chad         |              |

### Televisión
| Año       | Título                         | Papel            | Notas        |
| --------- | ------------------------------ | ---------------- | ------------ |
| 2013-2016 | The Hotel Barclay              | Matt/Chico mayor | 2 episodios  |
| 2015      | Bella y los Bulldogs           | Cazador          | 2 episodios  |
| 2017      | Blue Bloods                    | Nick Rossi       | 1 episodio   |
| 2017      | Fresh Off The Boat             | Dylan            | 1 episodio   |
| 2019      | Gotham                         | Gabriel          | 1 episodio   |
| 2019      | The Village                    | Jagger Tucker    | 2 episodios  |
| 2019      | Orange Is the New Black        | Pequeño Gene     | 1 episodio   |
| 2020      | Distanciamiento social         | Henry Herrmann   | 1 episodio   |
| 2021      | The Walking Dead: World Beyond | Mason            | 5 episodios  |
| 2022      | Naomi                          | Anthony          | 13 episodios |